# Acyphoderes auricapilla
Acyphoderes auricapilla là một loài bọ cánh cứng trong họ Cerambycidae.